# ビーコンヒル (ボストン)

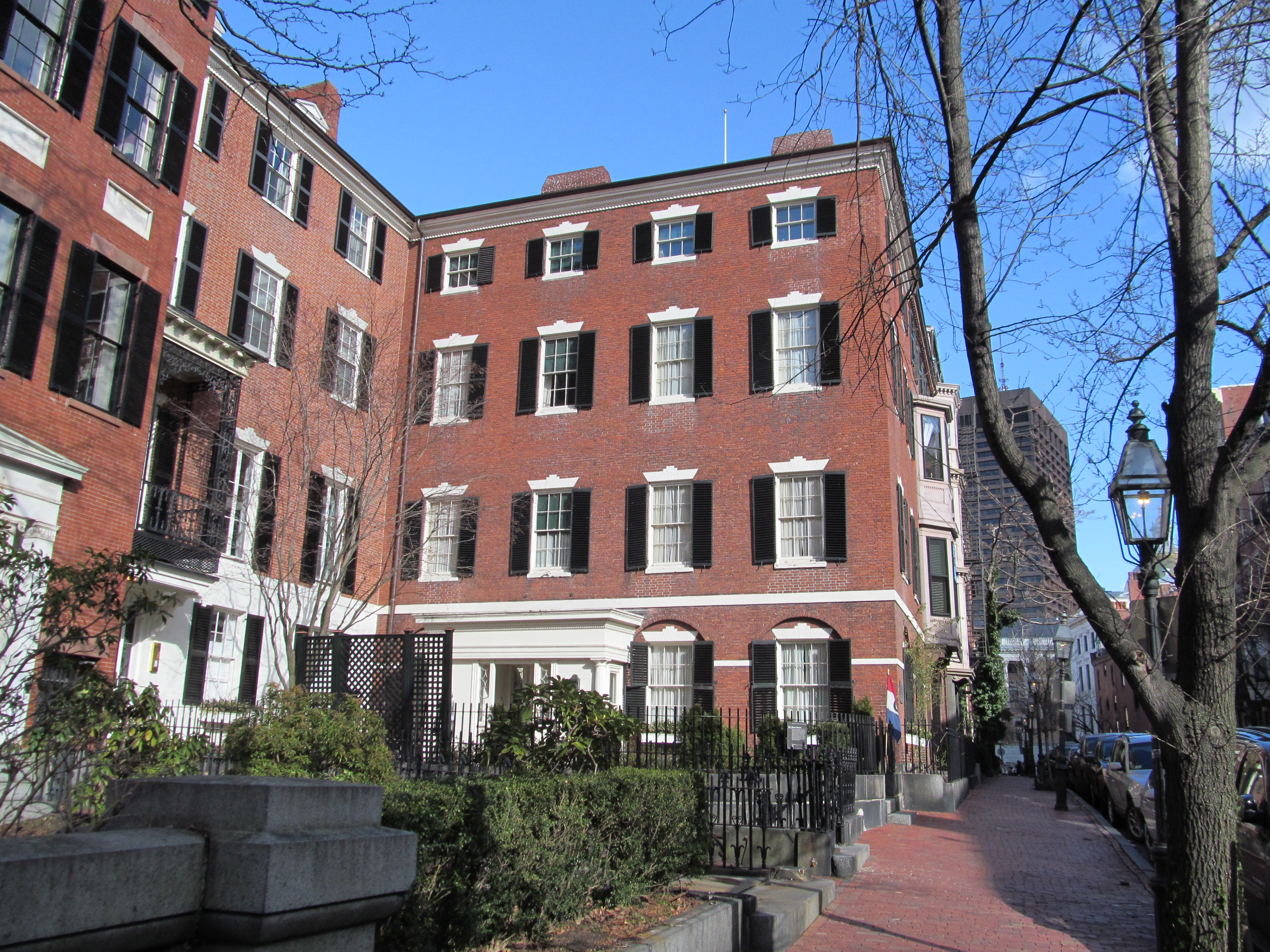

ビーコンヒル（Beacon Hill）は、アメリカ合衆国マサチューセッツ州ボストン市内にある地区。同市のダウンタウンの西、ボストンコモンとボストン・パブリック・ガーデンの北に隣接しており、ジョージア様式 (Georgian architecture) の家並みが連なる富裕層の住宅地である。面積は約2.6 km²。地区内には約10,000人が居住している。通りの幅は狭く、レンガ敷きの歩道が備えられ、夜になるとガス灯がともる。地区の西側にはチャールズ川が流れている。
地区の名は、かつて丘の頂上で航海上の目印としてかがり火が焚かれていたことに由来している。住宅開発のため、この丘と近隣の2つの丘は切り開かれ、標高を下げられた。丘を切り開いた土は麓を流れるチャールズ川の埋め立てに用いられた。埋立地は後にバックベイ地区 (Back Bay) となった。現在は丘の頂上にマサチューセッツ州会議事堂が建っている。そのことから、「ビーコンヒル」は地元メディアが州政府を指す言葉としてもよく用いられる。
最初に丘全部を所有していたのは、ボストン最初の入植者のひとり、ウィリアム・ブラックストン (William Blaxton) であった。ブラックストンは次第に清教徒たちに土地を売却していった。19世紀中は、ボストンコモンに面した丘の南斜面が高級であるとされていた。一方、北斜面はブラック・ビーコンヒルと呼ばれ、黒人が多く住む地区であった。やがて奴隷制度廃止運動の中で丘の両側で見られていたこうした人種別の住み分けはなくなっていった。ビーコンヒルは南北戦争前の奴隷解放運動の中心地のひとつであった。
1950年代に入るとボストンの都市再開発が進み、ビーコンヒルの東に隣接するスカレー・スクエア地区 (Scollay Square) や北に隣接するウェストエンド地区 (West End) が栄えていった。